# 桜木佑香
桜木 佑香（さくらぎ ゆうか、1987年7月23日 - ）は、日本のグラビアアイドル、着エログラビアアイドル、タレント。愛知県出身、東京都在住。アリュール→U.MRKの順に所属。

## 来歴
- 東京で活動する以前は、ファッション雑誌「東海スパイガール」「ネイルマックス」などの読者モデルをしていた。
- 2007年 ケータイヤングマガジン 11月期生でランキング1位となる。
- 2011年12月　サミーネットワークス777タウン.netのイメージガール　777girlsの候補生となる。
- 2011年3月3日号 「週刊現代」袋とじグラビア発売。
- 2012年ミス東スポセミファイナル
- 2012年タックルベリーイメージガール最終候補
- 2012年09月CRパチンコクイーンズブレイドイメージガール〜光明の天使ナナエル役〜
- 2013年08月09日号「フライデー」スペシャル袋とじ
- その後は植松やすかが設立した会社U.MRKにYukoプレーイングマネージャーとして芸能活動もしている。

## 人物
- 2人兄妹で上に兄がいる。
- 2013年イメージDVDなど温泉の仕事がつづいた事を機に自身で「温泉ソムリエ」の資格を取得する。
- 犬が大好きで、実家で犬を2匹飼っており名前はそれぞれ「ローザ」「ぺろ」[1]。
- 趣味はDVD鑑賞（アクション、戦争、ジブリ）、犬の散歩。
- 特技はバドミントン、カート、生け花（華道松月流）で、地元愛知県にいた当時はよく展示会などに出展していた。
- カートではカートランド関越8時間耐久レース出場。
- ブログでセクシー天気予報という、セクシーな画像つきの記事を朝7時に更新している。
- 毎週金曜放送中のNOTTV「ギリギリアウト！しばらくお待ちくださーい」では赤色センターを勤める。この番組で司会を務めるトータルテンボスにつけられたあだ名が「ピストン桜木」。番組が作ったテーマソングでもセンターを勤めている。
- 都市伝説が好きで、なかでもフリーメイソンに関する話が一番好き。河童、UFOなども好きで特に河童に関しては検定ごっこが主催するかっぱ検定で1996人中全国1位になった。
- 長所は気がながいところ、短所はすぐ眠くなるところ。座右の銘はゴーイングマイウェイ。本人ブログ（夢）引用
- 好きな食べ物は味噌カツ、乳製品、地元愛知県で和食亭を経営している父親が焼いたうなぎ。

## 出演

### テレビ番組
- ダウンタウンのガキの使いやあらへんで！ 巨乳浜田（2013年3月17日、日本テレビ）
- 芸能界麻雀最強位決定戦！われめＤＥポン！ 牌は地球を救う（2013年8月23、8月24日フジテレビＯＮＥ）
- Carxs（2012年03月、東京MX）‐レポーター準レギュラー
- トップアイドル育成バラエティーDD〜だれでも大好き!（2012年、テレビ神奈川）
- ピグ1知力・体力・時の運（2012年6月28日、SKY PerfecTV!）
- ピグ1アイドル恋愛予備校（2012年5月07日、SKY PerfecTV!）
- もっと温泉へ行こう!（2012年05月17日、フジテレビNEXTほか）‐♯35阿寒湖温泉編
- くだまき八兵衛（2012年03月22日、テレビ東京）‐アイドルダメ出しあい第15段
- 千原☆芸能社（2012年2月02日、関西テレビ）
- 志村屋です。（2009年4月15日、フジテレビ）‐志村診療室コーナー出演
- ペケポン（2009年5月、フジテレビ）‐再現VTR
- 世界一受けたい授業（2009年6月、日本テレビ）
- さまぁ〜ず×さまぁ〜ず（2009年6月、テレビ朝日）‐オープニングカット出演
- 月曜プレミア!・本当は教えたくない業界の法則（2011年07月25日、テレビ東京）
- スーパーニュース（プレミアムアウトレット土岐紹介、東海テレビ）‐勅使河原由佳子アナウンサーとリポート
- ぴーかんテレビ（GAP紹介、東海テレビ）
- エンタ!371（2008年09月28日、つくばテレビ）

### 携帯テレビ
- 箱入り娘（2012年03月～2013年03月31日、BeeTV）‐全32話
- ギリギリアウト!しばらくおまち下さい!（2012年04月20日～、NOTTV）‐ぎりっ娘レギュラー

### イメージDVD
- 1st：GOKUSHO（2008年1月7日、ベガファクトリー）
- 2nd： 乱れ咲き（2008年4月18日、日本メディアサプライ）
- 3rd：淑女全開（2008年11月28日、メディアホース）
- 4th：モミズム（2010年6月3日、バグース）
- 5th： 超限界ナイショ!（2010年8月5日、シーアンドエイチ）
- エキサイティングマックス付録DVD（2010年04月号、ぶんか社）‐セクハラ上等アイドル身体測定 桜木佑香
- 『Chuッ』付録DVD（2011年03月14日、ワニマガジン）
- 6th： 宝物（2012年7月5日、シーアンドエイチ）
- 7th： 家庭教師（2012年9月28日、オルスタックピクチャーズ）
- 8th： 湯けむり温泉旅美人（2012年12月25日、ビデオメーカー）
- 9th： RAVEっ飛びinGUAM（2013年1月11日、東京MXCarxsプロデュース）
- 10th：温泉着エロ完熟したぁい （2013年08月27日、オルスタックソフト）
- 11th：炸裂！本音ＴＡＬＫ旬なアイドル大集合！（2013年06月17日、ＶＯＣ）
- 12th：仲良し3人伊豆でいやん開放トリップ！（2013年09月27日、ビデオメーカー）

### 雑誌
- エキサイティングマックス（2010年04月号、ぶんか社）
- 週刊現代 新春合併特大号（2010年12月20日、講談社）
- 『Chuッ』（2011年3月14日、ワニマガジン）
- 週刊大衆増刊号（2011年07月08日、双葉社）
- 週刊現代　袋とじグラビア（2011年3月3日、講談社）
- 週刊プレイボーイ（2012年3月12日、集英社）
- ギャルズパラダイス
- ロードライダー グラビア（2012年10月24日、12月号）
- 週刊大衆ビーナス（2013年5月19日、エロすぎ番組潜入取材）
- FRIDAYスペシャル袋とじ8ページ（2013年8月9日、講談社）

### イメージガール
- 2011年12月 サミーネットワークス777タウン.netイメージガール 777girls候補生
- 2012年スーパー耐久レースクィーン　AileGirls(エールガールズ)　Team G/MOTION

### ポスター
- 犬山市『お菓子の城』

### 新聞
- @失礼します（2009年2月4日、日刊ゲンダイ）

### 携帯サイト
- ケータイヤングマガジン（講談社）‐2007年11月期生ランキング１位
- アイドル時計（iPhoneアプリ）
- あいどるノ〜天気予報（mixiアプリ）
- サーキット時計
- あいどる美人時計
- アイドル水着図鑑
- Handy写真集
- コスプレ水着図鑑
- 週プレモバイル（萌え面だん）
- Qブロ（最強RQ図鑑）
- 日刊サイゾーユニットRAVE

### 舞台
- 第5回劇団ショートケーキ公演（2009年6月14日、原宿アストロホール）
- 第6回劇団ショートケーキ公演バレンタインスペシャル（2010年2月14日、原宿アストロホール）

### その他
- GIRLS TRAIN 動画付写真集  桜木佑香（デジタル写真集）
- 村山ひとしのキャラリンッぱ!（2007年9月21日、葛飾FM）
- アジアン美少女ファイル（USEN）
- 芸大映画祭 東京芸術大学大学院HD長編作品（「可愛い女」ミナミ役）
- WEBグラビア ルーム男の視線〜スーパーナイスボディ
- 2012年スーパー耐久レースクィーン　TeamG/MOTION ST4 桜木佑香「diamant」デジタル写真集（2012年06月01日）
- 東京艶女（2012年8月）
- CRパチンコクィーンズブレイドイメージキャラクタープレス発表会（2012年9月25日）
- 株式会社高尾CRクイーンズブレイドHPメイキングムービー（2012年12月7日）